# 2015 FP36
2015 FP36, também escrito como 2015 FP36, é um objeto transnetuniano (TNO) que está localizado no cinturão de Kuiper, uma região do Sistema Solar. O mesmo possui uma magnitude absoluta de 6,8 e tem um diâmetro estimado de cerca de 194 km.

## Descoberta
2015 FP36 foi descoberto no dia 18 de março de 2015 pelo Pan-STARRS 1.

## Órbita
A órbita de 2015 FP36 tem uma excentricidade de 0,303 e possui um semieixo maior de 40,349 UA. O seu periélio leva o mesmo a uma distância de 28,104 UA em relação ao Sol e seu afélio a 52,595 UA.